# 坡氏定律
坡氏定律（英語：Poe's law），也称坡氏定则、坡氏法则，是由一名名为“内森·坡（Nathan Poe）”的网络用户在2005年提出的一条互連网文化中的“定则”或者格言。大致内容是，只要作者没有註明他是在反串的话，其言论一定会被其他一些用户认为他是真的在表达极端思想。因为在网络上很难区分“真正的过激主张”和“玩梗或者反串”。或者，你用来讽刺攻击他人（以使其理解到自身矛盾而瓦解）的夸张理念，可能是该派系极端成员完全支持的理念。在这条“定则”出现之前，互联网上便已出现过类似的言论或表达，但都没有该“定则”传播广泛。

## 法则
只要没有明确表示出幽默诙谐，创造一个对嘲讽极端主义或原教旨主义的某种嘲讽，而不让所有人都不会误解为真，便是不可能的。

Without a blatant display of humor, it is impossible to create a parody of extremism or fundamentalism that someone won't mistake for the real thing.